# Владимир Протић
Свештеномученик Владимир Протић рођен као Стојан (рођен 25. јануара 1843. у Клиновцу — преминуо октобра 1915. на плканини Рујан код села Лукарце) је српски светитељ, игуман манастира Свети Прохор Пчињски.

## Биографија

### Младост и свештенство
Рођен је у свештеничкој породици у селу Клиновац у близини манастира Свети Прохор Пчињски. Из његове породице је потицало осам свештеника и један владика. Његов отац свештеник Величко је имао три сина Стојана, Стојилка и Атанаса. Стојан и Стоилко су били свештеници..
Био је ожењен Јеленом Узуновић из села Буштрање. Са њом је имао два сина Јована и Милана. Рукополежен је за свештеника 1873. године у свом родном селу Клиновцу.
У његовој кући се налазила једна од првих школа у овом крају. Године 1890. Владимир Карић је послао Давида Димитријевића као првог учитеља у овај крај. Пошто нико није смео да га прими из страха од Турака, примио га је свештеник Стојан. Учитељ Давид је код њега у кући остао три године.

### Манастирски живот
Пошто му је жена преминула замонашио се у манастиру Свети Прохор Пчињски 16. октобра 1902. године. Замонашио га је митрополит скопски Фирмилијан, први српски митрополит митрополије скопске. Тада добија духовно име Владимир.
Након два дана од када се замонашио постаје и игуман манастира Светог Прохора Пчињског.
Као игуман радио је на обнови старе оронуле манастирске цркве, која за време његовог службовања добија данашњи облик. Такође је изграђен нов конак под покровитељством краља Петра I Карађорђевића, познат као Краљев конак.
Све до 1912. године манастир Светог Прохора Пчињског се налазио у Османском царству. Припадао је Косовском вилајету, Прешевској кази. У периоду када је Владимир постао игуман манастира отпочела се и Борба за Македонију, а манастир је био важан центар српског народа у тим крајевима. Већ 1902. године је основана Српска четничка организација, а 1903. године је избио неуспешан Илинденски устанак. Након пропасти устанка у манастир је дошла Турска војска која се ту задржала неко време, а игумана Владимира одвела у Прешево на испитивање. Након повратка у манастир игуман је наставио да помаже борце Српске акције у Македонији.
Након битке на Челопеку игуман је четницима носио храну и помагао им да пређу границу и склоне се у Србију.
У октобру 1912. године српска војска побеђује Турке. Када је ослобођен манастир игуман Владимир служи молебан за српску војску.

### Смрт
Након што су Бугари у октобру 1915. заузели манастир почела су злочини над српским становништвом. Из манастира су одвели игумана Владимира, јеромонаха Арсенија (Николића) и свештеника Јована (Марковића). Њих тројица су између 22-27. октобра одведени на планину Рујан и у близини села Лукарце мучени. Секли су их на комаде и још увек живе запалили. Бугарска власт није дозволила да се њихова тела покупе и сахране. Тек након дужег времена дозвољено је породици да их сахрани. Владимир је сахрањен поред цркве Светог Николе у Клиновцу.
Након ослобођења 1918. године, на унутрашњој страни западног зида цркве осликан је лик Владимира Протића.

## Канонизација
На свом редовном заседању у Патријаршији Српској у Београду, 24. маја 2017. године, а на предлог епископа врањског Пахомија и пуноће Епархије врањске, Свети архијерејски сабор Српске православне Цркве уврстио је у Календар Светих Сурдуличке мученике и игумана светопрохорске обитељи Владимира Протића. Дана 4. септембра 2017. године, након парастоса који је одслужио епископ врањски  Пахомије, извршено је ископавање његових земних остатака, који су потом пренети у манастирску цркву Преподобног Прохора Пчињског.
Православна црква га прославља, заједно са митрополитом скопским Викентијем, као светитеља 16. маја по црквеном, а 29. маја по грегоријанском календару.